# Nigel Birch
Evelyn Nigel Chetwode Birch, baron Rhyl (18 novembre 1906 - 8 mars 1981) est un homme politique conservateur britannique. 

## Biographie
Fils du général Noel Birch (en) et de son épouse Florence Chetwode, Nigel Birch fait ses études au Collège d'Eton. Il est associé à Cohen Laming Hoare jusqu'en mai 1939, date à laquelle il part étudier la politique. Il sert pendant la Seconde Guerre mondiale au sein du King's Royal Rifle Corps et de l'état-major général, avant d'être promu au grade de lieutenant-colonel en 1944. Il est nommé Officier de l'Ordre de l'Empire britannique (OBE) en 1945. 
Il est député conservateur du Flintshire de 1945 à 1950 et du West Flintshire de 1950 à 1970. Il exerce les fonctions de Sous-secrétaire d'État de l'air de 1951 à 1952, de secrétaire parlementaire au ministère de la Défense de 1952 à 1954, de ministre des Travaux d'octobre 1954 à décembre 1955, de Secrétaire d'État de l'Air de décembre 1955 à janvier 1957 et Secrétaire économique du Trésor de 1957 à 1958. 
Sa démission en 1958, ainsi que celle du chancelier de l'Échiquier Peter Thorneycroft et de son collègue le ministre du Trésor Enoch Powell, sont qualifiées par Harold Macmillan de "petites difficultés locales". Il lui en garde rancune et, à la suite du scandale Profumo, il attaque le gouvernement Macmillan et cite dans son discours mémorable les paroles dévastatrices de Robert Browning sur William Wordsworth : "Jamais plus heureux que le matin confiant". 
Son discours montre Macmillan comme faible et déconnecté, et il scelle la réputation de Birch d'être aussi meurtrier que Leo Amery. 
En 1950, il épouse Esmé Glyn, la fille de Frederick Glyn (4e baron Wolverton). 
En 1955, il est nommé conseiller privé et, le 7 juillet 1970, il est créé pair à vie en tant que baron Rhyl, de Holywell, dans la paroisse de Swanmore, dans le comté de Southampton. 